# جعفر أباد (مقاطعة فهرج)
جعفر أباد (بالفارسية: جعفرآباد) هي مستوطنة تقع في البلدة المركزية في إيران. يقدر عدد سكانها بـ 316 نسمة .